# Waldenburgertal
Das Waldenburgertal (auch vorderes Frenkental) erstreckt sich entlang der Vorderen Frenke vom Oberen Hauenstein bis zum Zusammenfluss mit der Hinteren Frenke bei Bubendorf zur Frenke.
Das Waldenburgertal ist nicht deckungsgleich mit dem politischen Bezirk Waldenburg, da dieser auch Gemeinden des benachbarten Fünflibertals einschliesst.
Das Einzugsgebiet des Waldenburgertals umfasst die Ortschaften Hölstein, Niederdorf, Oberdorf, Waldenburg und Langenbruck im Schweizer Kanton Basel-Landschaft. Im weiteren Sinne werden auch die an den Talseiten erhöht gelegenen Dörfer Ramlinsburg und Lampenberg dazugezählt.
Koordinaten: 47° 23′ 17,2″ N, 7° 44′ 57,8″ O; CH1903: 623465 / 248632